# Druga poslanica Solunjanima
Druga poslanica Solunjanima je jedna od knjiga Novoga zavjeta i Biblije. Tradicionalno se smatra, da je knjigu napisao apostol Pavao, jer započinje riječima: "Pavao, Silvan i Timotej Crkvi Solunjana u Bogu Ocu našemu i Gospodinu Isusu Kristu (2 Sol 1, 1)", a pri završetku piše: "Pozdrav mojom rukom, Pavlovom. Ovo je znak u svakoj poslanici: ovako pišem" (2 Sol 3, 17). Nadovezuje se na Prvu poslanicu Solunjanima. Napisana je u Korintu oko 50. godine i pripada u najstarije novozavjetne spise. Biblijska kratica je 2 Sol.
Grčki grad Solun je drugi grad u Europi, u kojem je apostol Pavao organizirao kršćansku zajednicu. Nekoliko mjeseci nakon Prve poslanice Solunjanima, apostol Pavao je napisao i Drugu poslanicu kao odgovor na dvojbe Solunjana o uskrsnuću i ponovnom Kristovom dolasku u slavi na kraju vremena. Apostol Pavao poručuje, da se to neće dogoditi tako brzo kako su oni mislili i da će se prije toga dogoditi znakovi. To će biti otpad od vjere, pojava Čovjeka bezakonja (Antikrista) i lažnih proroka.
Poslanica je kratka, ima tri poglavlja. U prvom, apostol Pavao zahvaljuje Bogu što rastu vjera i ljubav među Solunjanima. Mučenike zbog vjere ohrabruje, a mučitelje upozorava na mogućnost kazne vječne propasti. U drugom poglavlju se objašnjava ponovni dolazak Isusa Krista, dok je treće poglavlje poziv na častan rad i kritika lijenosti i nemara: "Doista, dok bijasmo u vas, ovo vam zapovijedasmo: Tko neće da radi, neka i ne jede! A čujemo da neki od vas žive neuredno: ništa ne rade, nego dangube. Takvima zapovijedamo i zaklinjemo ih u Gospodinu Isusu Kristu: neka s mirom rade i svoj kruh jedu" (2 Sol 3, 10-12).

## Vanjske poveznice
- Druga poslanica Solunjanima na Wikizvoru